# أفشار (أرارات)
مدينة أفشار (بالأرمينية:Ավշար) (بالإنجليزية: Avshar)‏ هي إحدى المدن التابعة لمقاطعة أرارات في أرمينيا. يقدر عدد سكانها بـ 5142 نسمة حسب الإحصاء الذي جرى عام 2011.